# 10 років незалежності України (срібна монета)
«10 ро́ків незале́жності Украї́ни» — срібна ювілейна монета номіналом 20 гривень, випущена Національним банком України, присвячена 10-й річниці прийняття Верховною Радою України 24 серпня 1991 року Акта про незалежність України.
Монету введено в обіг 20 серпня 2001 року. Вона належить до серії «Відродження української державності».

## Опис монети та характеристики
| Номінал грн. | Метал            | Маса, г      | Діаметр, мм | Якість виготовлення | Гурт                 | Тираж, штук |
| ------------ | ---------------- | ------------ | ----------- | ------------------- | -------------------- | ----------- |
| 20           | срібло 925 проби | 62,2 / 67,25 | 50,0        | пруф                | секторальне рифлення | 1 000       |

### Аверс
На аверсі монети в намистовому колі зображено увінчану вінцем композицію, що втілює ідею соборності України: малий Державний Герб України в оточенні рослинного орнаменту підтримують лев та козак з мушкетом і кругові написи: на монеті із срібла — «УКРАЇНА», «20 ГРИВЕНЬ 2001», а також позначення металу та його проби — «Ag 925», вага в чистоті — «62,2»; логотип Монетного двору Національного банку України.

### Реверс
На реверсі монети в намистовому колі на тлі карти України зображено будівлю Верховної Ради України та кругові написи: «10 РОКІВ НЕЗАЛЕЖНОСТІ УКРАЇНИ», «1991», «2001». Між датами розміщено голографічне зображення солярного знаку.

## Автори

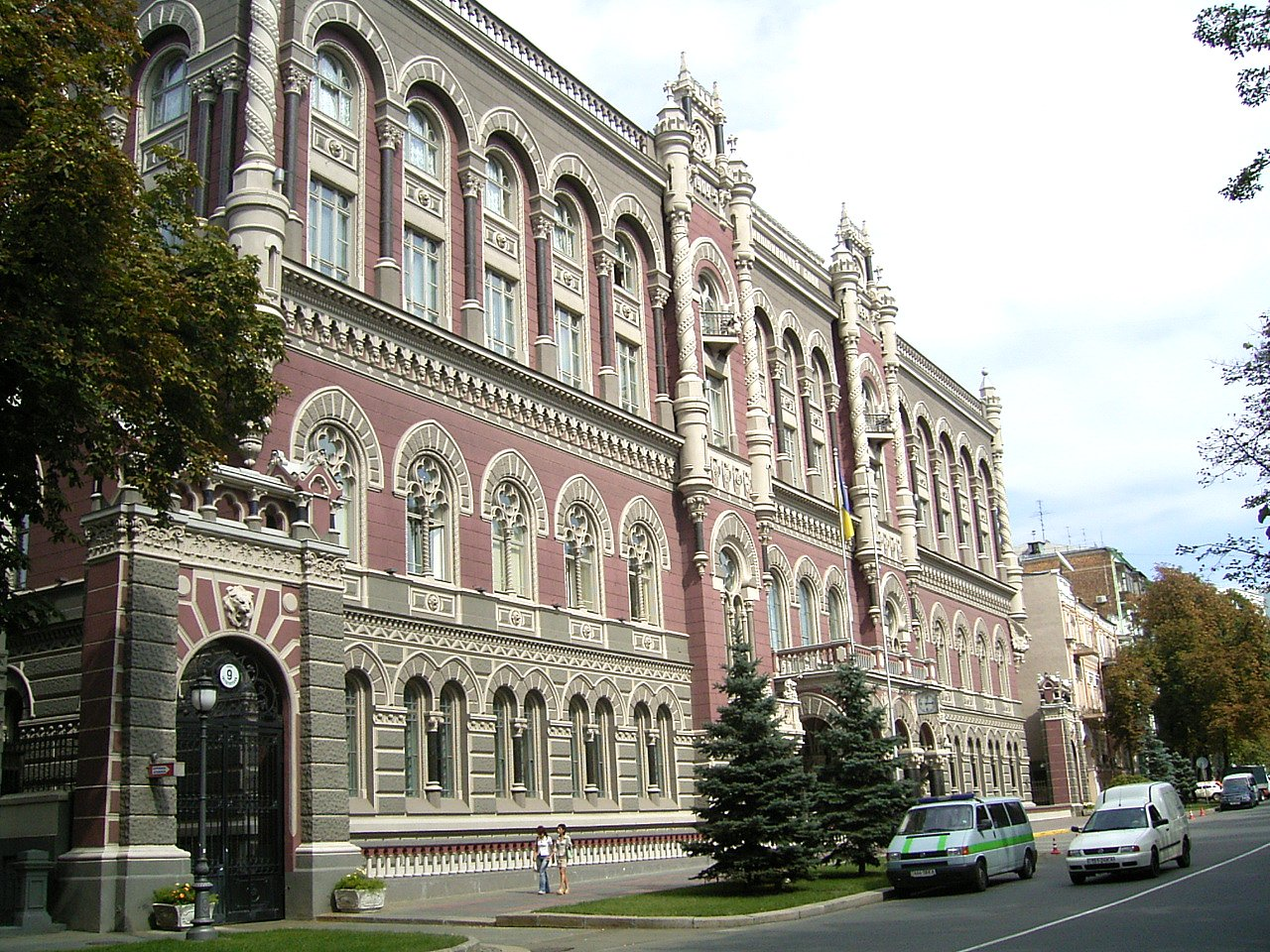
Будівля Національного банку України

- Художник — Івахненко Олександр.
- Скульптори: Дем'яненко Володимир, Іваненко Святослав.

## Вартість монети
Фактична приблизна вартість монети з роками змінювалася так:
| Рік        | 2010   | 2011   | 2012   | 2013   | 2014   | 2015   | 2016   | 2017   | 2018   | 2019   |
| ---------- | ------ | ------ | ------ | ------ | ------ | ------ | ------ | ------ | ------ | ------ |
| Ціна, грн. | 24 000 | 24 000 | 24 000 | 19 000 | 14 000 | 22 000 | 21 500 | 29 000 | 28 500 | 22 000 |
| Рік        | 2020   | 2021   | 2022   | 2023   | 2024   | 2025   |        |        |        |        |
| Ціна, грн. | 25 000 | 25 000 | 25 000 | 35 000 | 53 000 | 60 000 |        |        |        |        |